# Riso alla cantonese
Il riso alla cantonese, o riso cantonese, è un riso fritto cinese al salto. È il più popolare tra i risi fritti cinesi e il piatto più conosciuto della cucina huaiyang in Occidente; si trova nei menù di quasi tutti i ristoranti cinesi all'estero.
Nonostante il nome in italiano, non è originario della città cinese di Canton, ma di quella di Yangzhou (nella provincia cinese del Jiangsu), uno dei più antichi centri della cucina huaiyang: in cinese questo piatto è infatti chiamato riso fritto di Yangzhou (揚州炒飯T, 扬州炒饭S, Yángzhōu chǎo fànP, lett. "riso fritto alla Yangzhou"). Nel Regno Unito è conosciuto invece come special fried rice (riso fritto speciale), mentre negli Stati Uniti come house fried rice (riso fritto della casa). Il nome italiano è dovuto al fatto che i ristoranti cinesi più diffusi nel mondo sono quelli cantonesi e la maggior parte servono questo riso fritto, presentandolo nel menù appunto come "riso cantonese".
Esistono diverse varianti di questo piatto, che presentano diversi ingredienti. Nelle abitazioni private viene di solito cucinato utilizzando il riso in bianco al vapore avanzato dai pasti precedenti.

## Storia
Il piatto risale al periodo della dinastia Sui, che governò in Cina tra il 581 e il 618. Si è tramandato nei secoli diventando uno dei più famosi piatti della cucina Huaiyang.

## Preparazione

### Cottura
Secondo il sistema classico cinese di cottura del riso fritto, il riso viene prima risciacquato diverse volte per rimuovere l'eccesso di amido che renderebbe il piatto troppo pastoso. Va quindi cotto al vapore o bollito e quando è pronto i chicchi vanno separati con una spatola per renderlo vaporoso. Va quindi lasciato raffreddare, messo in un recipiente coperto e lasciato in frigorifero per evitare che si alteri, va quindi cucinato entro tre giorni. Anche friggere il riso dopo la cottura al vapore quando è ancora caldo renderebbe il piatto pastoso. Per una cottura ideale, il riso va messo nella wok ben calda quando si sente lo sfrigolio dell'olio. È importante separare dall'inizio i chicchi di riso con una spatola per rimuovere eventuali grumi.

### Ingredienti
A seconda delle ricette si sceglie quale altro ingrediente principale aggiungere oltre al riso: tra i più popolari vi sono carne di maiale (in particolare il prosciutto), gamberetti, pollo, funghi, legumi (preferibilmente piselli), scalogno, germogli di bambù, broccoli, chicchi di granoturco, carote, vino cinese, brodo di pollo, uovo, olio di oliva o di sesamo, salsa di soia, sale e pepe.